# II liga polska w hokeju na lodzie (1970/1971)
II liga polska w hokeju na lodzie 1970/1971 – 16. sezon zmagań drugiego poziomu ligowego hokeja na lodzie w Polsce. Został rozegrany na przełomie 1970 i 1971 roku.
Mistrzem II ligi została drużyna Zagłębia Sosnowiec (w 36 meczach zdobyła 65 punktów, tracąc jedynie 4 punkty z Dolmelem Wrocław i 3 z Cracovią oraz uzyskując bilans bramkowy 274-58), która awansowała do I ligi.

## Eliminacje
Po sezonie 1969/1970 przeprowadzono eliminacje o miejsce w II lidze 1970/1971, w których rywalizowali: Elektro Łaziska Górne, Polonia Bytom (reprezentanci okręgu katowickiego), Dolmel Wrocław (mistrz okręgu wrocławskiego), Stal Sanok (mistrz okręgu rzeszowskiego); wyniki:
- 01.03.1970[1]:
  - Polonia Bytom – Stal Sanok 11:6 (4:3, 4:1, 3:2)
- 04.03.1970[2]:
  - Stal Sanok – Dolmel Wrocław 4:14
- 08.03.1970[3]:
  - Stal Sanok – Elektro Łaziska Górne 7:7 (1:2, 2:2, 4:3)

## Skład triumfatorów
Kadra drużyny Zagłębia Sosnowiec w sezonie mistrzowskim:
- Trenerzy: Alfred Gansiniec
- Kierownik drużyny: Jan Okrajek
- Bramkarze: Józef Sogała, Wojciech Zygadło
- Zawodnicy z pola: Lucjan Bartoń, Paweł Beker, Adam Bielakiewicz, Marian Broda, Stefan Dziadkiewicz, Gerard Gadaczek, Artur Hartman, Janusz Kalisz, Andrzej Kasperowicz, Marian Kaszyński, Jan Konieczny, Leszek Kotasiński, Stefan Nizicki, Jerzy Orliński, Augustyn Skórski, Jan Stankiewicz, Andrzej Strzelecki, Adam Świtalski, Marian Zawada